# Alba Sasso
Alba Sasso (Bari, 8 marzo 1946) è una politica italiana.

## Biografia
Laureata in lettere, è stata insegnante. È stata fra le promotrici della nascita del CIDI, associazione professionale degli insegnanti. Ha ricoperto vari incarichi di partito a livello locale nel PCI, poi nel PDS e nei DS.
Viene eletta deputata per due legislature, restando in carica dal 2001 al 2008, operando all'interno della commissione cultura della Camera.
Nel maggio 2007 ha lasciato i DS a seguito del IV congresso ed ha aderito a Sinistra Democratica, confluendo successivamente in SEL.
Il 27 aprile 2010 è stata nominata assessore con delega al "Diritto allo studio e alla formazione (Scuola, Università e Ricerca, Formazione Professionale)" nella giunta regionale pugliese presieduta da Nichi Vendola.